# Periclimenes
Periclimenes Costa, 1844 è un genere di crostacei decapodi della famiglia Palaemonidae.

## Descrizione
Sono gamberetti di piccole dimensioni dotati di un rostro allungato, che presenta diversi denti.

## Biologia
Vivono in simbiosi con celenterati, echinodermi e talvolta molluschi nudibranchi.

## Distribuzione e habitat
Sono diffusi nell'oceano Atlantico, nel mar Mediterraneo, nell'oceano Indiano e nel Pacifico.

## Tassonomia
Il genere Periclimenes comprende le seguenti 154 specie:
- Periclimenes acanthimerus Bruce, 2006
- Periclimenes aegylios Grippa & d'Udekem d'Acoz, 1996
- Periclimenes affinis (Zehntner, 1894)
- Periclimenes albatrossae Chace & Bruce, 1993
- Periclimenes albolineatus Bruce & Coombes, 1997
- Periclimenes alcocki Kemp, 1922
- Periclimenes aleator Bruce, 1991
- Periclimenes alexanderi Li, 2008
- Periclimenes amethysteus (Risso, 1827)
- Periclimenes andresi Macpherson, 1988
- Periclimenes antipathophilus Spotte, Heard & Bubucis, 1994
- Periclimenes batei (Borradaile, 1917)
- Periclimenes boucheti Li, Mitsuhashi & Chan, 2008
- Periclimenes bowmani Chace, 1972
- Periclimenes brevicarpalis (Schenkel, 1902)
- Periclimenes brevinaris Nobili, 1906
- Periclimenes brevirostris Bruce, 1991
- Periclimenes brucei Ďuriš, 1990
- Periclimenes burrup Bruce, 2007
- Periclimenes calcaratus Chace & Bruce, 1993
- Periclimenes canalinsulae Bruce & Coombes, 1997
- Periclimenes cannaphilus Komai, Nemoto & Tsuchida, 2010
- Periclimenes carinidactylus Bruce, 1969
- Periclimenes chacei Li, Bruce & Manning, 2004
- Periclimenes colemani Bruce, 1975
- Periclimenes colesi De Grave & Anker, 2009
- Periclimenes commensalis Borradaile, 1915
- Periclimenes compressus Borradaile, 1915
- Periclimenes coriolis Bruce, 1985
- Periclimenes crinoidalis Chace, 1969
- Periclimenes cristimanus Bruce, 1965
- Periclimenes crosnieri Li & Bruce, 2006
- Periclimenes curvirostris Kubo, 1940
- Periclimenes dardanicola Bruce & Okuno, 2006
- Periclimenes delagoae Barnard, 1958
- Periclimenes dentidactylus Bruce, 1984
- Periclimenes difficilis Bruce, 1976
- Periclimenes digitalis Kemp, 1922
- Periclimenes diversipes Kemp, 1922
- Periclimenes eleftherioui Koukouras & Türkay, 1996
- Periclimenes exederens Bruce, 1969
- Periclimenes fenneri Bruce, 2005
- Periclimenes finlayi Chace, 1972
- Periclimenes forcipulatus Bruce, 1991
- Periclimenes foresti Bruce, 1981
- Periclimenes forgesi Li & Bruce, 2006
- Periclimenes foveolatus Bruce, 1981
- Periclimenes fujinoi Bruce, 1990
- Periclimenes gonioporae Bruce, 1989
- Periclimenes granulatus Holthuis, 1950
- Periclimenes granulimanus Bruce, 1978
- Periclimenes granuloides Hayashi in Baba, Hayashi & Toriyama, 1986
- Periclimenes guarapari De Grave, 2008
- Periclimenes harringtoni Lebour, 1949
- Periclimenes hertwigi Balss, 1913
- Periclimenes hongkongensis Bruce, 1969
- Periclimenes imperator Bruce, 1967
- Periclimenes incertus Borradaile, 1915
- Periclimenes infraspinis (Rathbun, 1902)
- Periclimenes ingressicolumbi Berggren & Svane, 1989
- Periclimenes inornatus Kemp, 1922
- Periclimenes investigatoris Kemp, 1922
- Periclimenes involens Bruce, 1996
- Periclimenes iridescens Lebour, 1949
- Periclimenes ischiospinosus Bruce, 1991
- Periclimenes josephi Li, 2008
- Periclimenes jugalis Holthuis, 1952
- Periclimenes kallisto Bruce, 2008
- Periclimenes kempi Bruce, 1969
- Periclimenes kornii (Lo Bianco, 1903)
- Periclimenes laccadivensis (Alcock & Anderson, 1894)
- Periclimenes laevimanus Ďuriš, 2010
- Periclimenes latipollex Kemp, 1922
- Periclimenes lepidus Bruce, 1978
- Periclimenes leptodactylus Bruce, 1991
- Periclimenes leptopus Kemp, 1922
- Periclimenes leptunguis Li, Mitsuhashi & Chan, 2008
- Periclimenes longimanus (Dana, 1852)
- Periclimenes longipes (Stimpson, 1860)
- Periclimenes loyautensis Li & Bruce, 2006
- Periclimenes macrophthalmus Fujino & Miyake, 1970
- Periclimenes madreporae Bruce, 1969
- Periclimenes magnus Holthuis, 1951
- Periclimenes mahei Bruce, 1969
- Periclimenes maldivensis Bruce, 1969
- Periclimenes manihine Bruce, 2006
- Periclimenes mclaughlinae Fransen, 2006
- Periclimenes mclellandi Heard & Spotte, 1997
- Periclimenes meyeri Chace, 1969
- Periclimenes milleri Bruce, 1986
- Periclimenes murcielagensis Vargas, 2000
- Periclimenes nevillei Bruce, 2010
- Periclimenes ngi Li, Mitsuhashi & Chan, 2008
- Periclimenes nomadophila Berggren, 1994
- Periclimenes novaffinis Bruce & Coombes, 1997
- Periclimenes obscurus Kemp, 1922
- Periclimenes ordinarius Bruce, 1991
- Periclimenes ornatellus Bruce, 1979
- Periclimenes ornatus Bruce, 1969
- Periclimenes paivai Chace, 1969
- Periclimenes pandionis Holthuis, 1951
- Periclimenes panglaonis Li, Mitsuhashi & Chan, 2008
- Periclimenes paralcocki Li & Bruce, 2006
- Periclimenes paraleator Li & Bruce, 2006
- Periclimenes paraparvus Bruce, 1969
- Periclimenes parvispinatus Bruce, 1990
- Periclimenes parvus Borradaile, 1898
- Periclimenes patae Heard & Spotte, 1991
- Periclimenes pauper Holthuis, 1951
- Periclimenes pectiniferus Holthuis, 1952
- Periclimenes pectinipes Bruce, 1991
- Periclimenes perlucidus Bruce, 1969
- Periclimenes perryae Chace, 1942
- Periclimenes perturbans Bruce, 1978
- Periclimenes petitthouarsii
- Periclimenes pholeter Holthuis, 1973
- Periclimenes platalea Holthuis, 1951
- Periclimenes platydactylus Li, 2008
- Periclimenes platyrhynchus Bruce, 1991
- Periclimenes polynesiensis Li, 2008
- Periclimenes poriphilus Bruce, 2010
- Periclimenes poupini Bruce, 1989
- Periclimenes pseudalcocki Li & Bruce, 2006
- Periclimenes rathbunae Schmitt, 1924
- Periclimenes rectirostris Bruce, 1981
- Periclimenes rex Kemp, 1922
- Periclimenes richeri Bruce, 1990
- Periclimenes rincewindi De Grave, 2014
- Periclimenes ruber Bruce, 1982
- Periclimenes sagittifer (Norman, 1861)
- Periclimenes sandybrucei Mitsuhashi & Chan, 2009
- Periclimenes sandyi De Grave, 2009
- Periclimenes sarkanae Bruce, 2007
- Periclimenes scriptus (Risso, 1822)
- Periclimenes sinensis Bruce, 1969
- Periclimenes soror Nobili, 1904
- Periclimenes takedai Mitsuhashi, Li & Chan, 2012
- Periclimenes tangeroa Bruce, 2005
- Periclimenes tenellus (Smith, 1882)
- Periclimenes terangeri Bruce, 1998
- Periclimenes thermohydrophilus Hayashi & Ohtomi, 2001
- Periclimenes toloensis Bruce, 1969
- Periclimenes tonga Bruce, 1988
- Periclimenes uniunguiculatus Bruce, 1990
- Periclimenes vanellus Fransen, 2010
- Periclimenes vaubani Bruce, 1990
- Periclimenes veleronis Holthuis, 1951
- Periclimenes vicinus Li, 2008
- Periclimenes watamuae Bruce, 1976
- Periclimenes wirtzi d'Udekem d'Acoz, 1996
- Periclimenes yaldwyni Holthuis, 1959
- Periclimenes yucatanicus (Ives, 1891)
- Periclimenes zanzibaricus Bruce, 1967
- Periclimenes zerinae Ďuriš, 1990

### Alcune specie

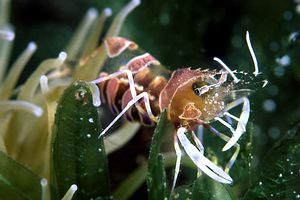
Periclimenes amethysteus
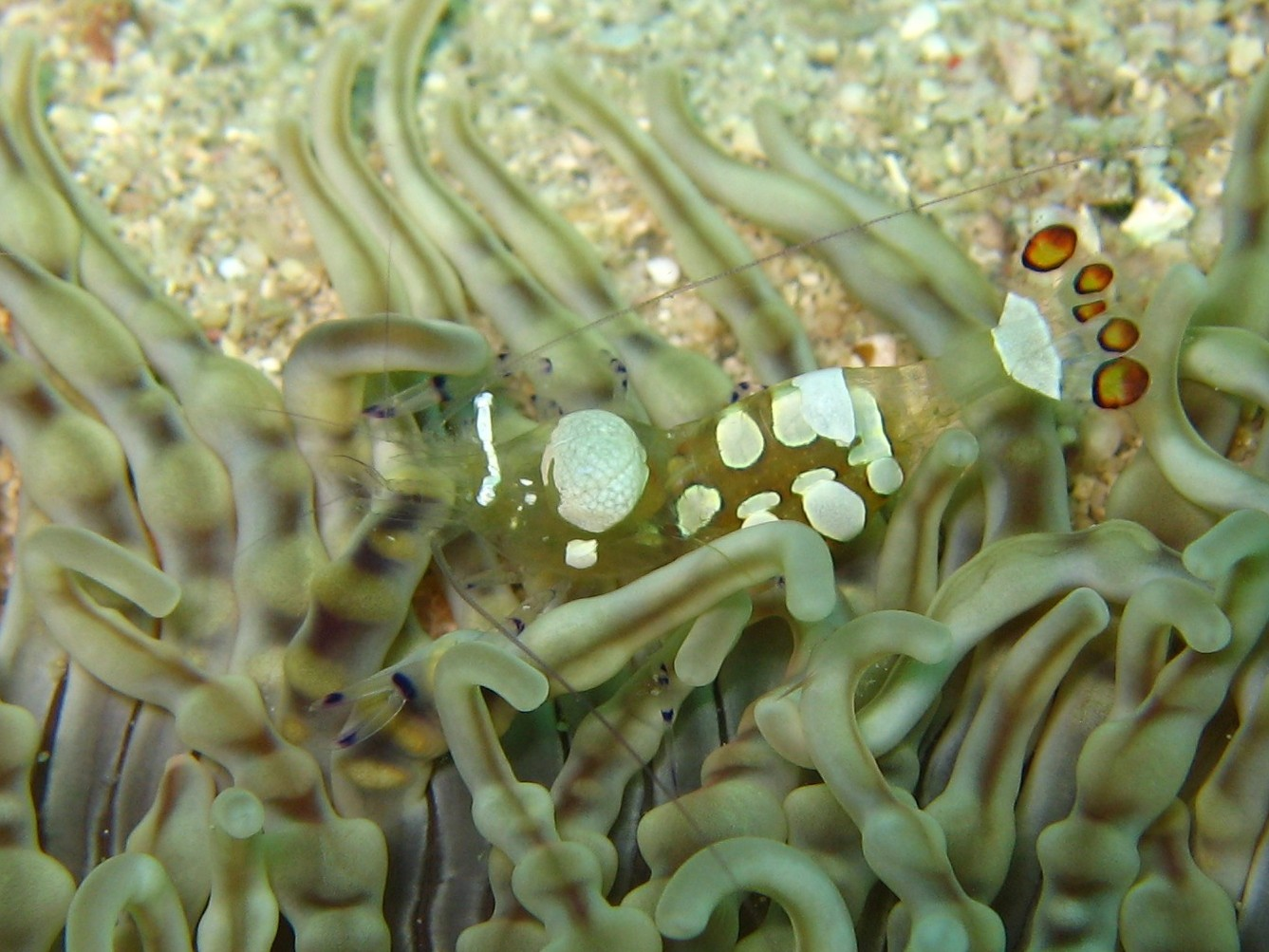
Periclimenes brevicarpalis
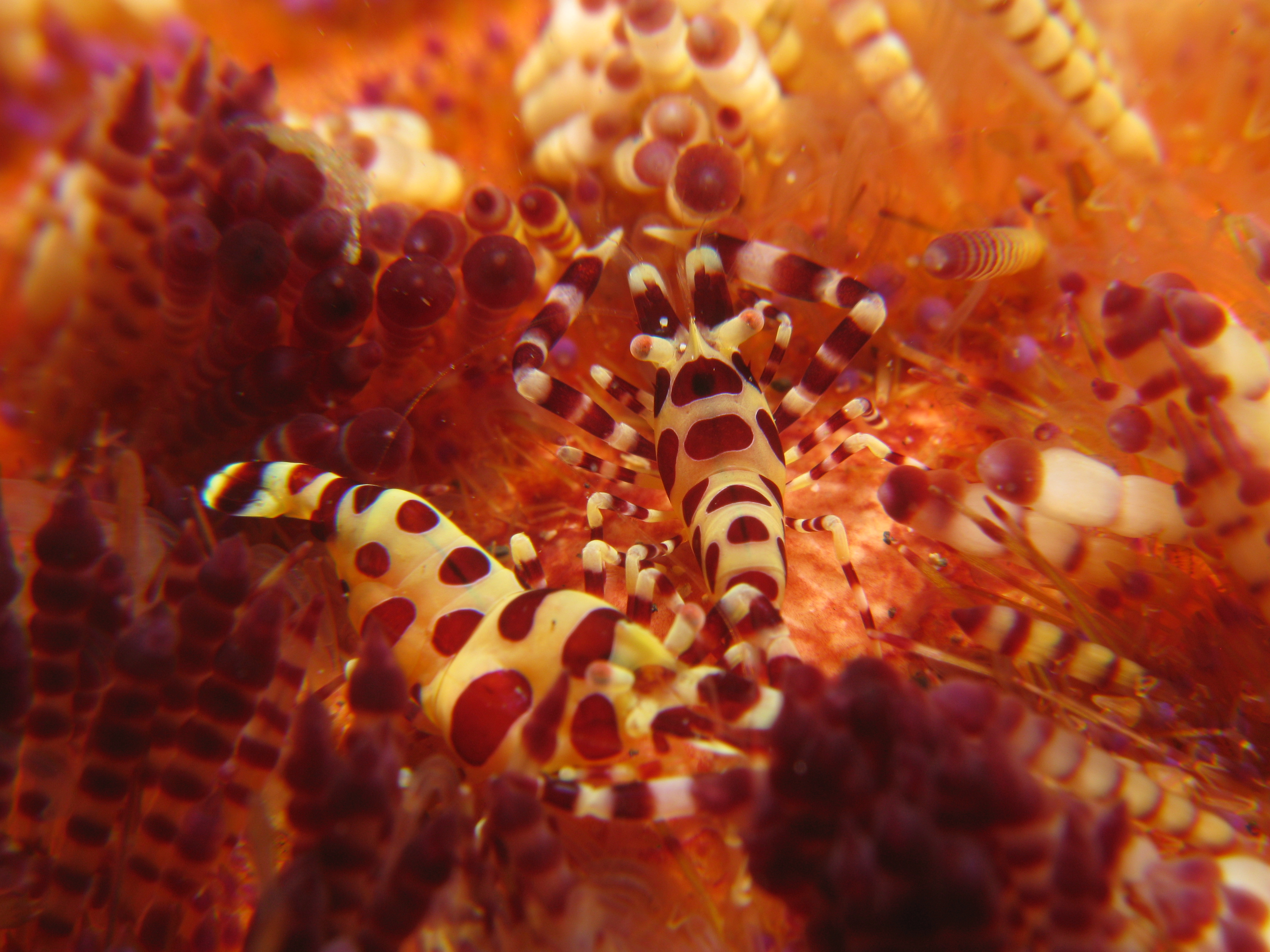
Periclimenes colemani
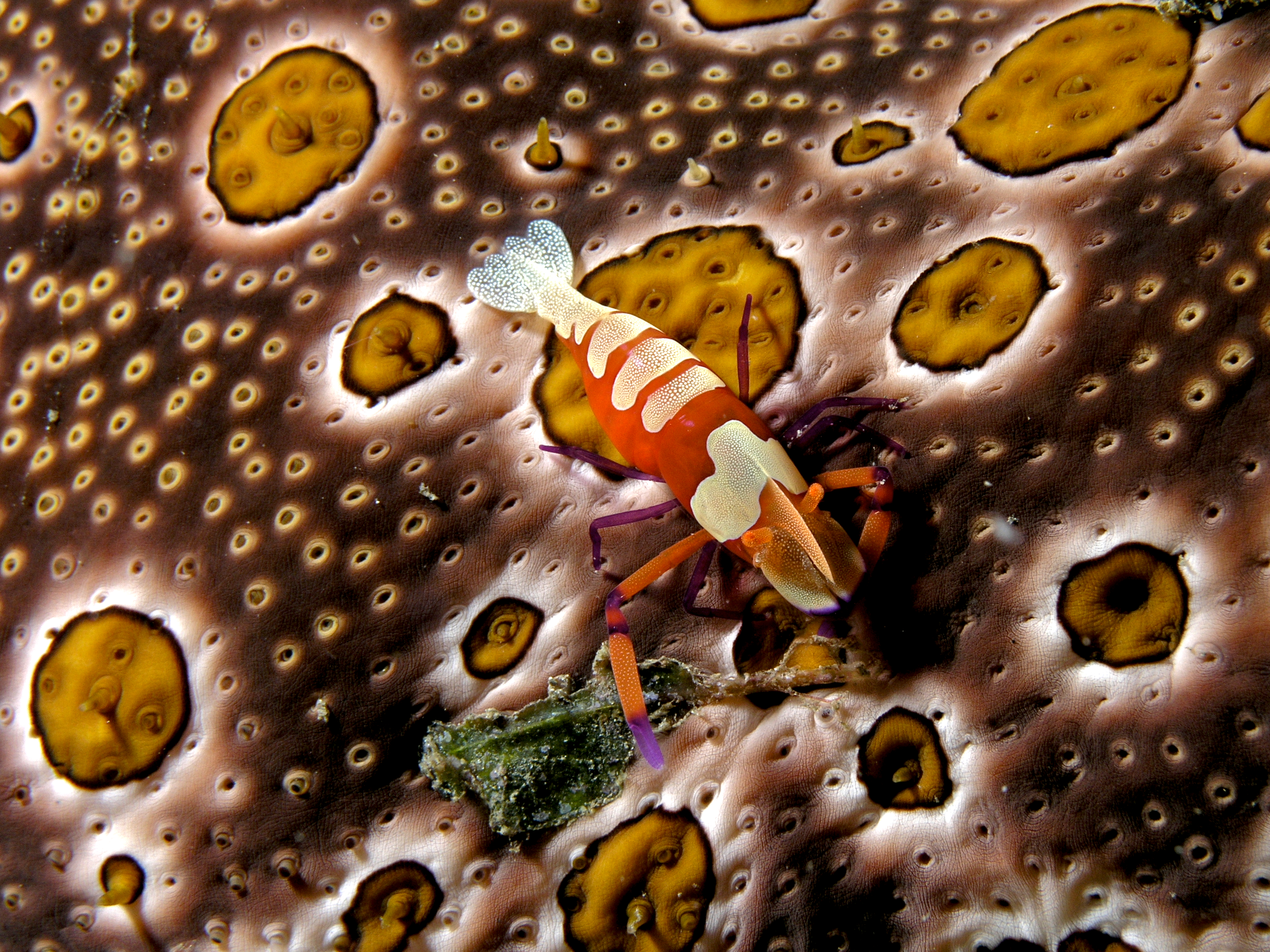
Periclimenes imperator
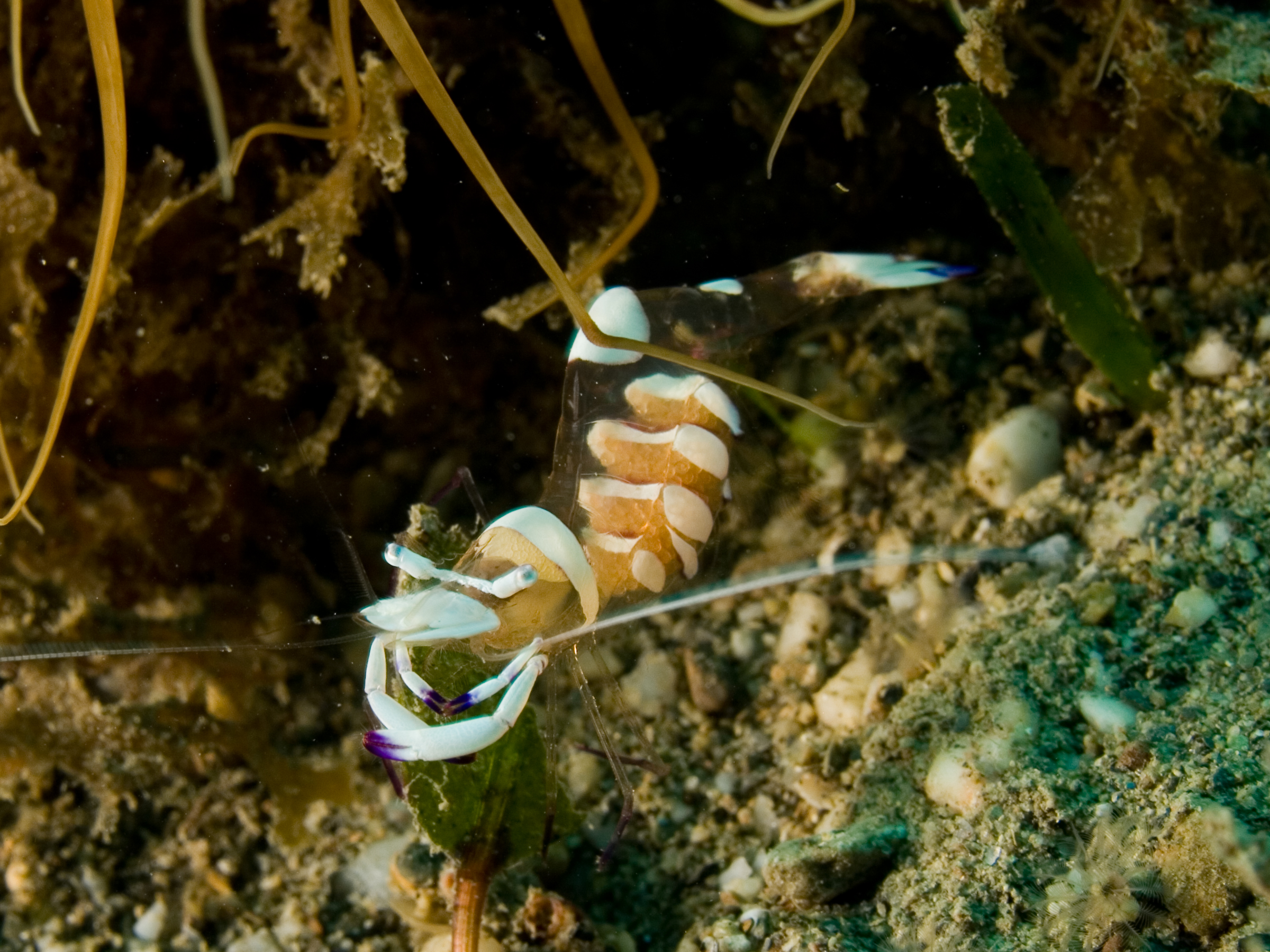
Periclimenes magnificus
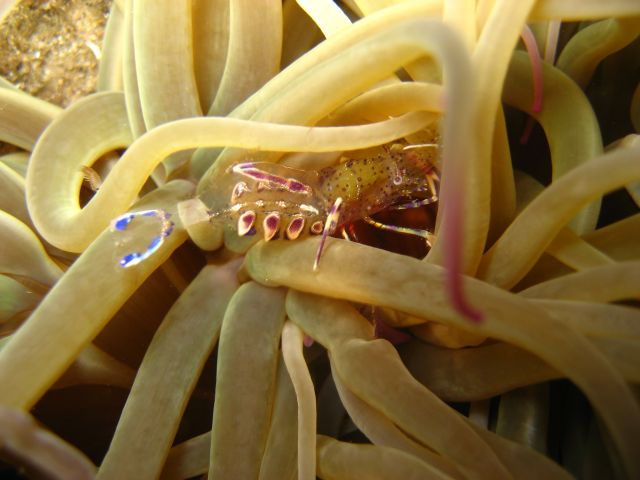
Periclimenes sagittifer
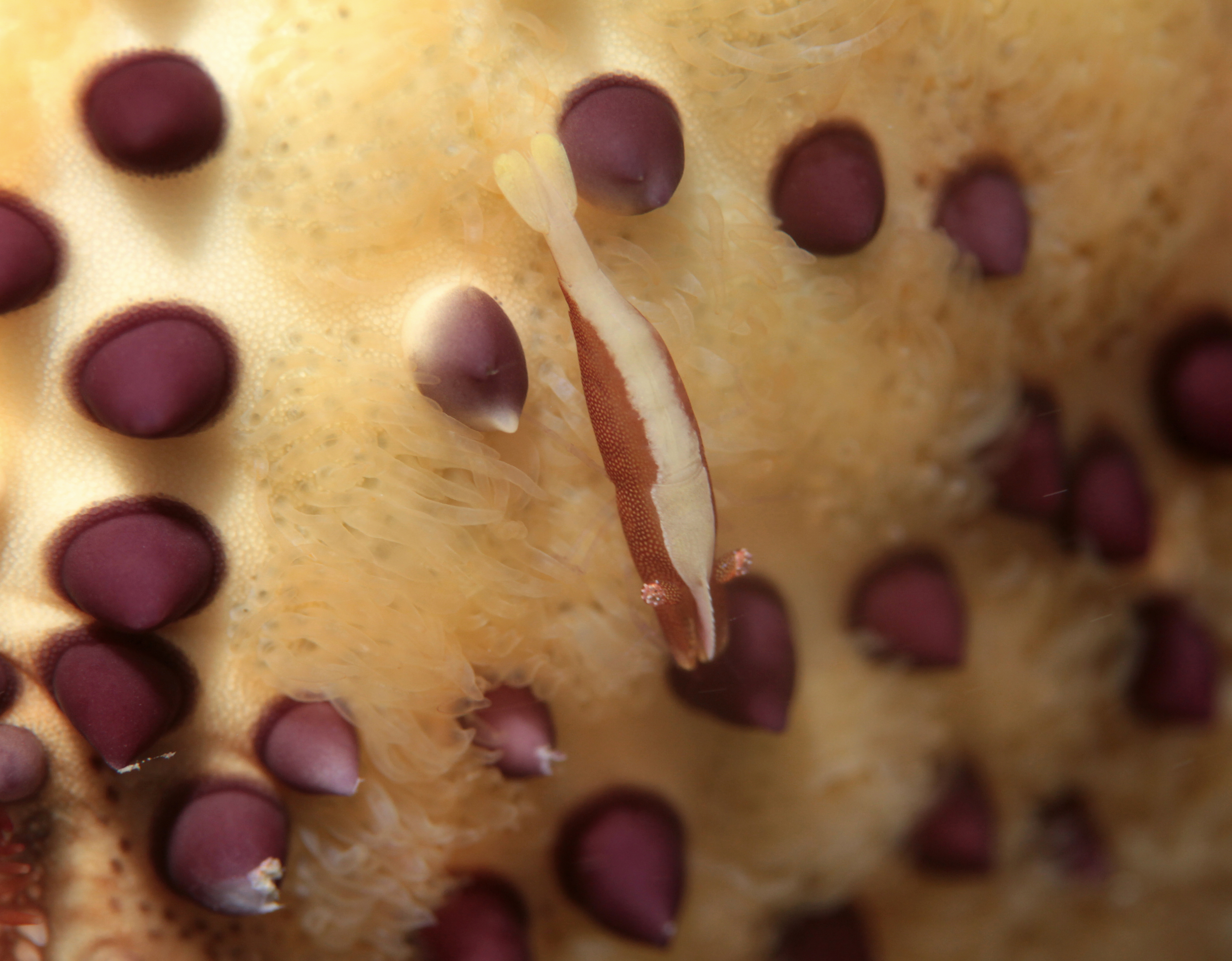
Periclimenes soror
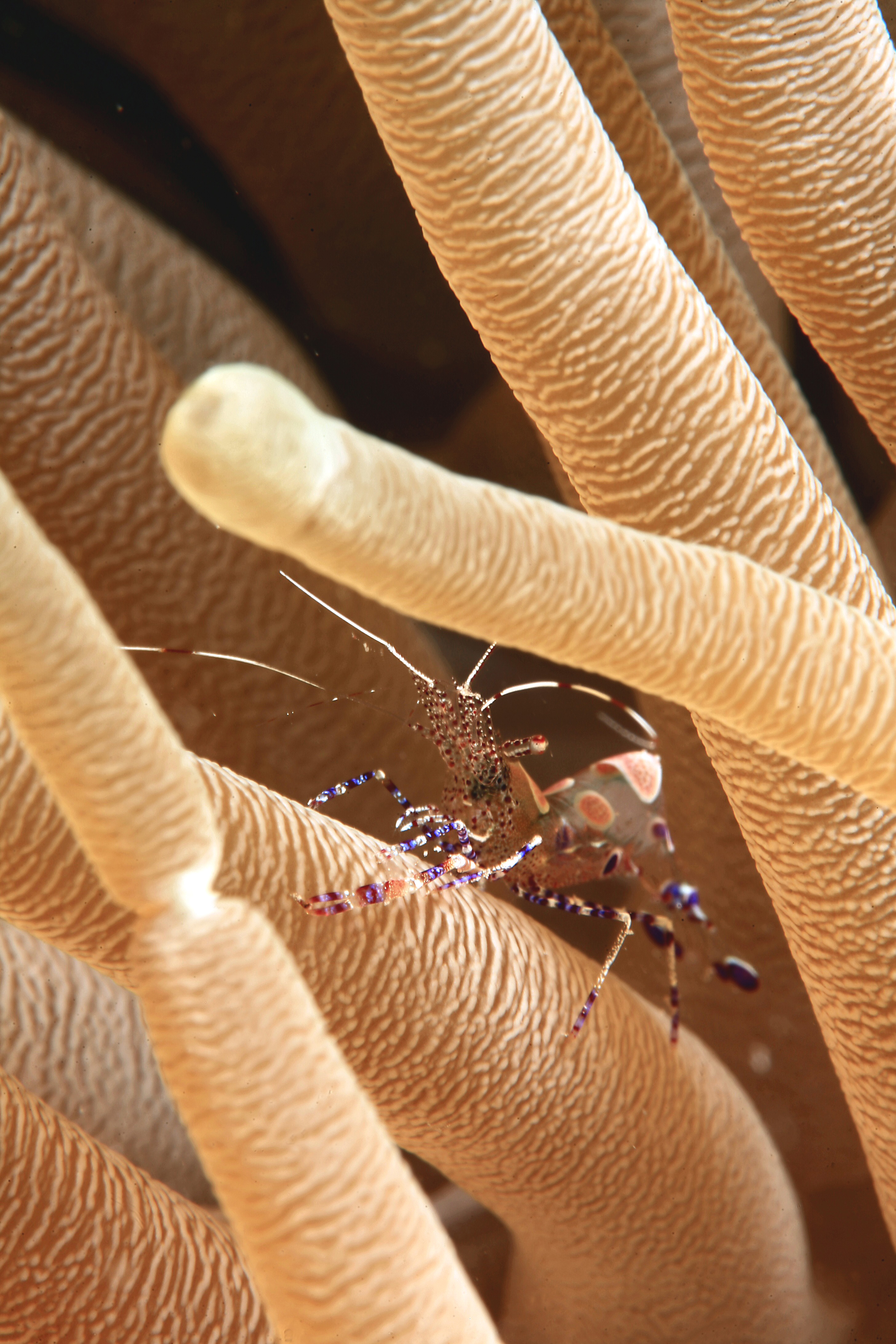
Periclimenes yucatanicus